# Bothriuridae
Bothriuridae je čeleď štírů původně uváděná z Ameriky. Byla však objevena i v jižní Africe, Austrálii a Indii. Poprvé byla popsána roku 1880.
Bothriuridae obsahuje 12 rodů a 90 druhů. Všichni tito štíři jsou málo chovaní a prozkoumaní. Neexistují žádné publikace o jejich jedu. Jed většiny druhů není nebezpečný. Rod Lisposoma má bolestivé bodnutí a rod Bothriurus způsobí svým jedem kardiovaskulární potíže. Největším štírem čeledi je Timogenes dorbignyi (Guérin Méneville, 1843).
Někteří drobní štíři rodu Bothriurus přežívají v oblasti Patagonie teploty pod bodem mrazu. Himálajští zástupci rodu Cercophonius jsou také vystaveni velice nízkým teplotám.
Jako český název je uváděn šíroštírovití, ale ten se příliš často nepoužívá.